# Iris falcifolia
Iris falcifolia là một loài thực vật có hoa trong họ Diên vĩ. Loài này được Bunge miêu tả khoa học đầu tiên năm 1852.